# Dolno Solnje
Dolno Solnje (makedonska: Долно Солње) är en ort i Nordmakedonien. Den ligger i kommunen Sopište, i den centrala delen av landet, 8 kilometer sydväst om huvudstaden Skopje. Dolno Solnje ligger 604 meter över havet och antalet invånare är 617.